# Mezzani
Mezzani é uma comuna italiana da região da Emília-Romanha, província de Parma, com cerca de 3055 habitantes. Estende-se por uma área de 28 km², tendo uma densidade populacional de 109 hab/km². Faz fronteira com Brescello (RE), Casalmaggiore (CR), Colorno, Parma, Sorbolo, Torrile, Viadana (MN).
Ao contrário de outros municípios próximos, não consiste em uma cidade e outras vilas, mas para algumas aldeias mais ou menos a mesma dimensão. A palavra Mezzani deriva do latim medianus que significa entre. Todas as aldeias deste município estiveram outrora ilhas no rio Po. Casale, Mezzano Rondani, Mezzano Inferiore, Mezzano Superiore são as principais cidades, Bocca d'Enza, Ghiare Bonvisi e Vale são apenas aldeias.

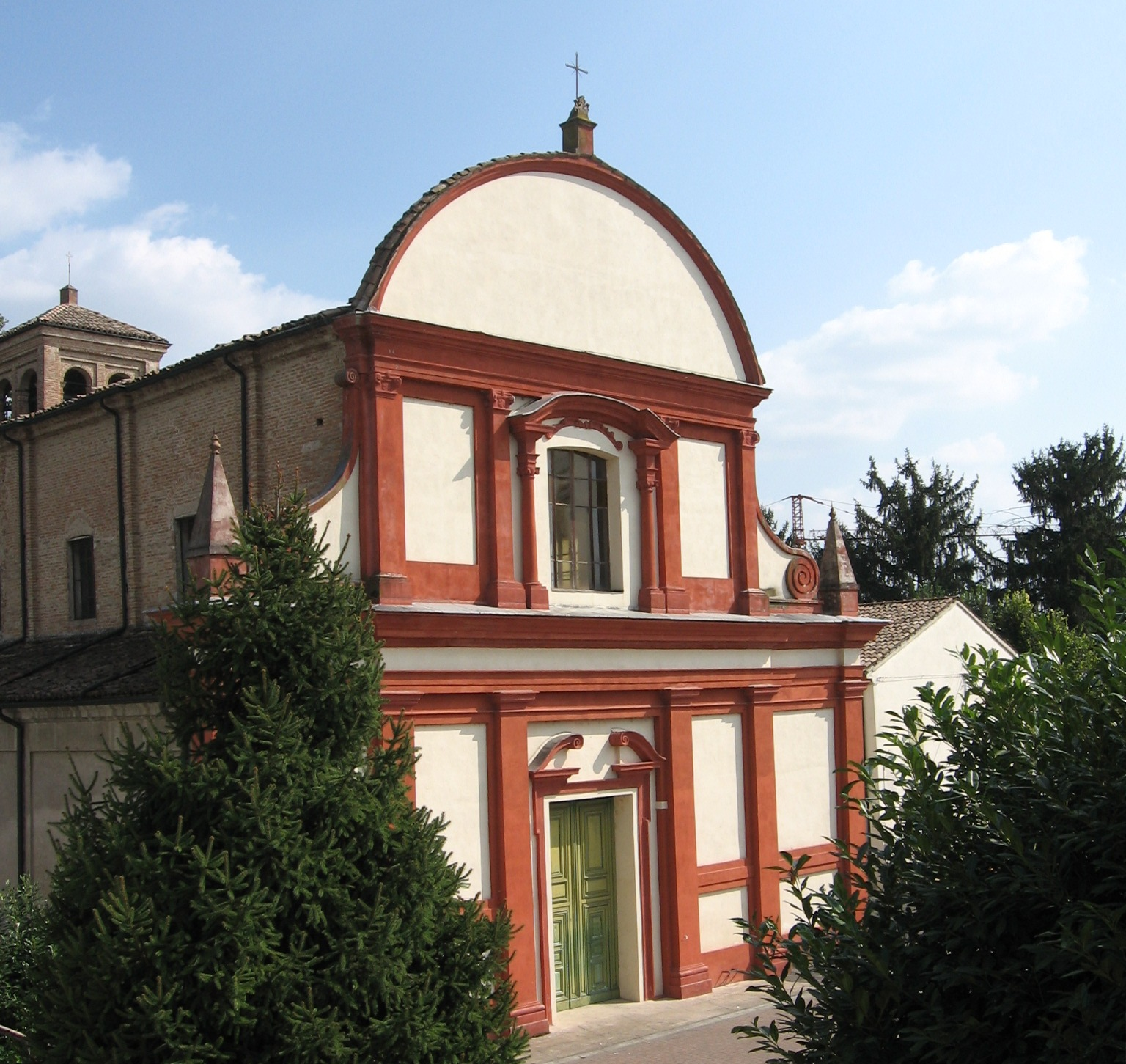
A Igreja da Mezzano Superiore na Plaza Rondizzoni.

## História
Na Idade Média, foram formadas no rio Po das ilhas do território, a primeira foi a ilha onde está agora Casale, depois a de Mezzano Superiore, em século XIV, a ilha de Mezzano Inferiore. Mezzano Rondani estava originalmente na margem esquerda do rio Po, mas após a enchente de um rio e moveu as primeiras pessoas mantiveram-se como uma ilha e depois juntou-se com a margem direita. Mezzano Inferiore e Superiore sido desde sua formação, territórios do Bispo de Parma, que também teve o seu palácio Mezzano Superiore: os dois aldeias formavam um estado independente. Ela terminou em 1763 quando o Duque de Parma coagiu o Bispo a entregar-os seu feudo da Mezzani.
Em 1861, Mezzani com todos os Ducado de Parma passou-se o Reino de Itália.

## Geografia
A cidade está na ponta do nordeste da província de Parma no meio do vale do Pó, e as fronteiras três províncias: Reggio Emilia, Mantova e Cremona. No Norte do território está o Rio Po, em ocidental está a Parma a torrente que flui para o Po após Mezzano Superiore e no leste está o rio Enza, que corre em Po cerca de Brescello.

## Demografia
| Variação demográfica do município entre 1861 e 2011                               |
|                                                                                   |
| Fonte: Istituto Nazionale di Statistica (ISTAT) - Elaboração gráfica da Wikipedia |

## Edifícios Notáveis
- S. Maria Nascente Igreja de Mezzano Inferiore
- Beata Vergine delle Grazie Oratório em Mezzano Inferiore
- S. Silvestro Igreja de Casale
- S. Michele Igreja de Mezzano Superiore
- Palácio do Bispo em Mezzano Superiore

## Natureza
- Reserva natural Parma Morta longo o velho alveo do torrente Parma, é uma importante zona húmida para as aves.

## Galeria de imagens

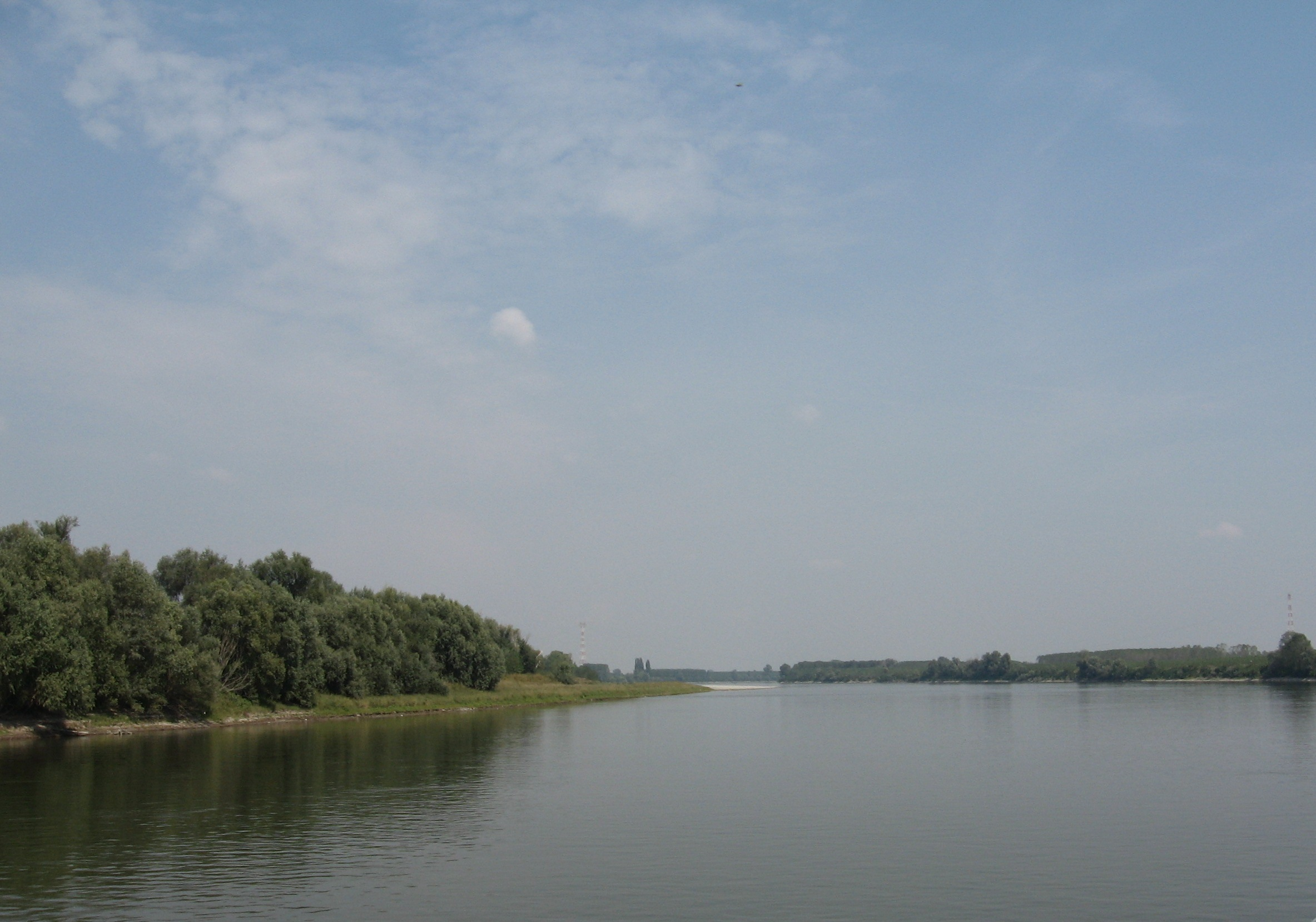
O Rio Po cerca de Mezzani
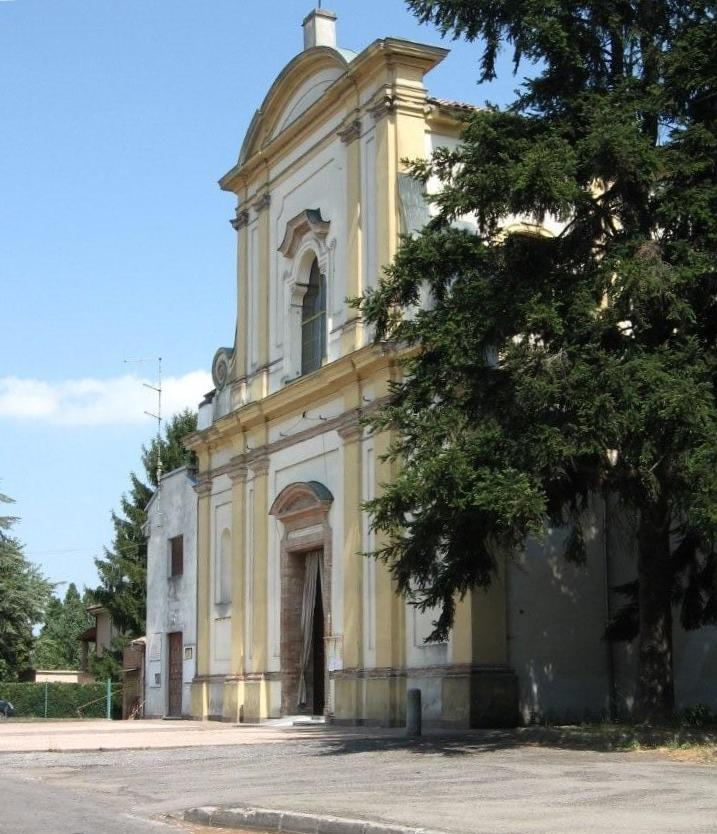
A Igreja de Mezzano Inferiore
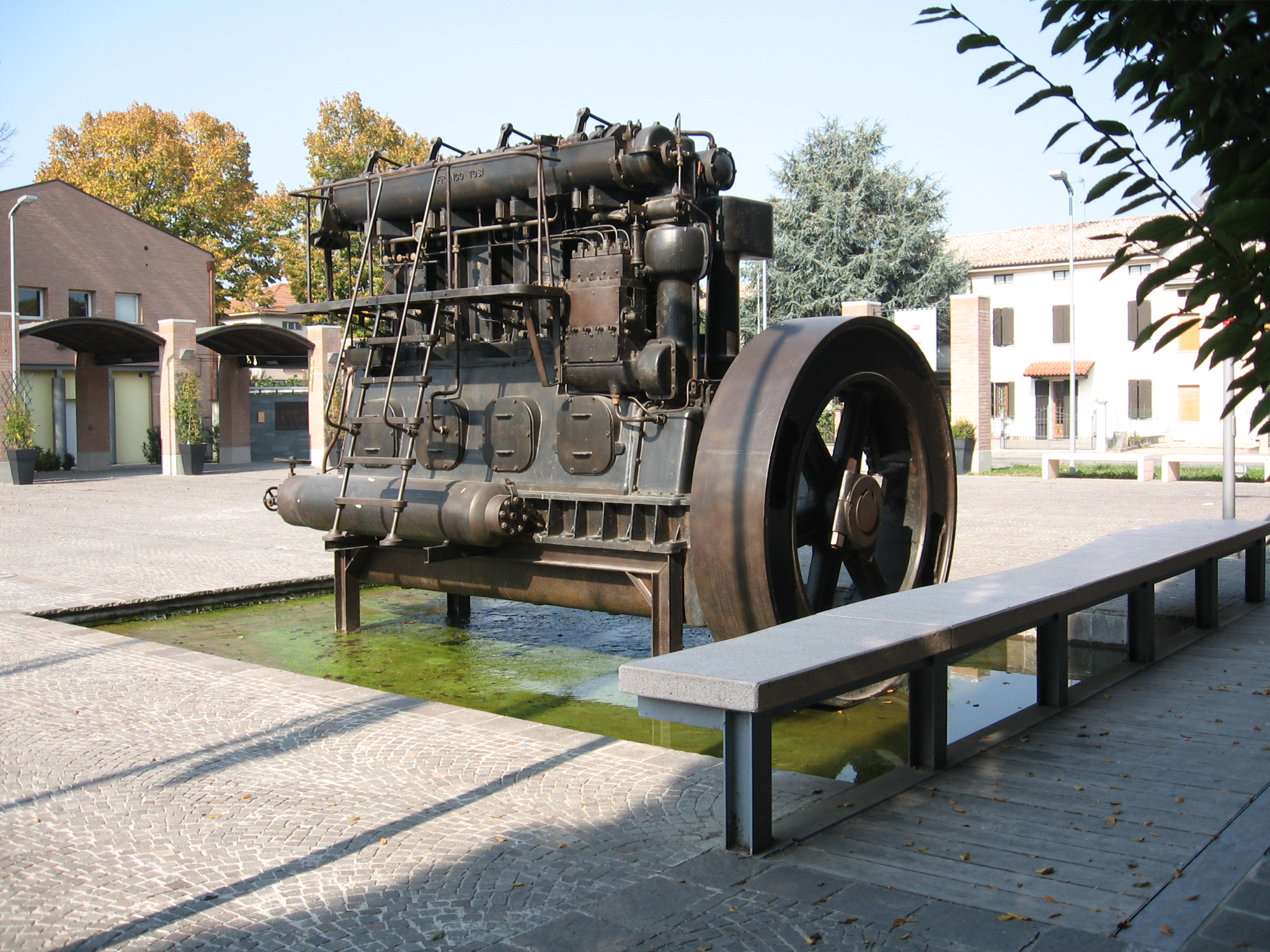
O primeiro mecanismo de instalação idrovora Belli agora na praça de Mezzano Inferiore
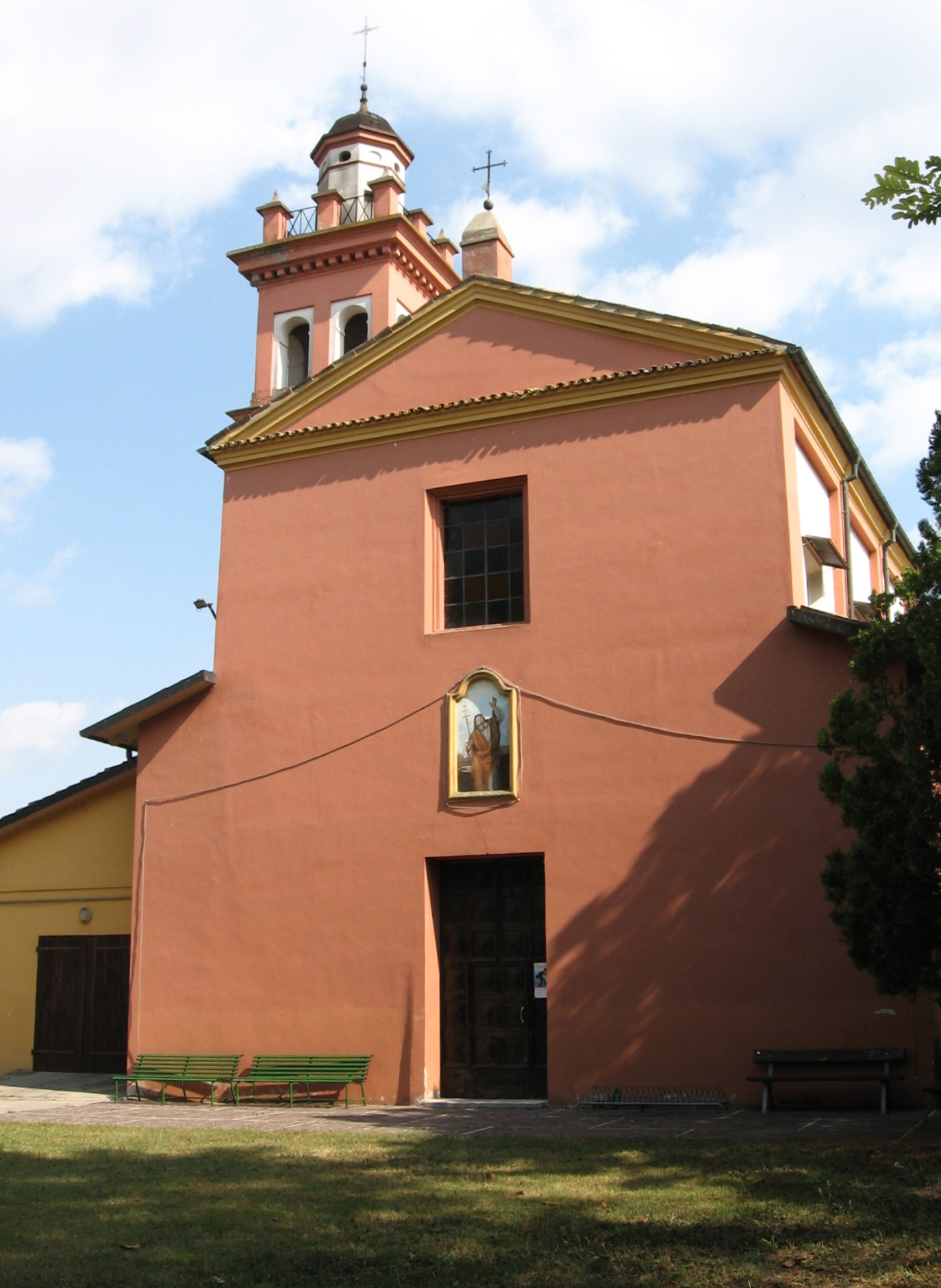
A Igreja de Casale
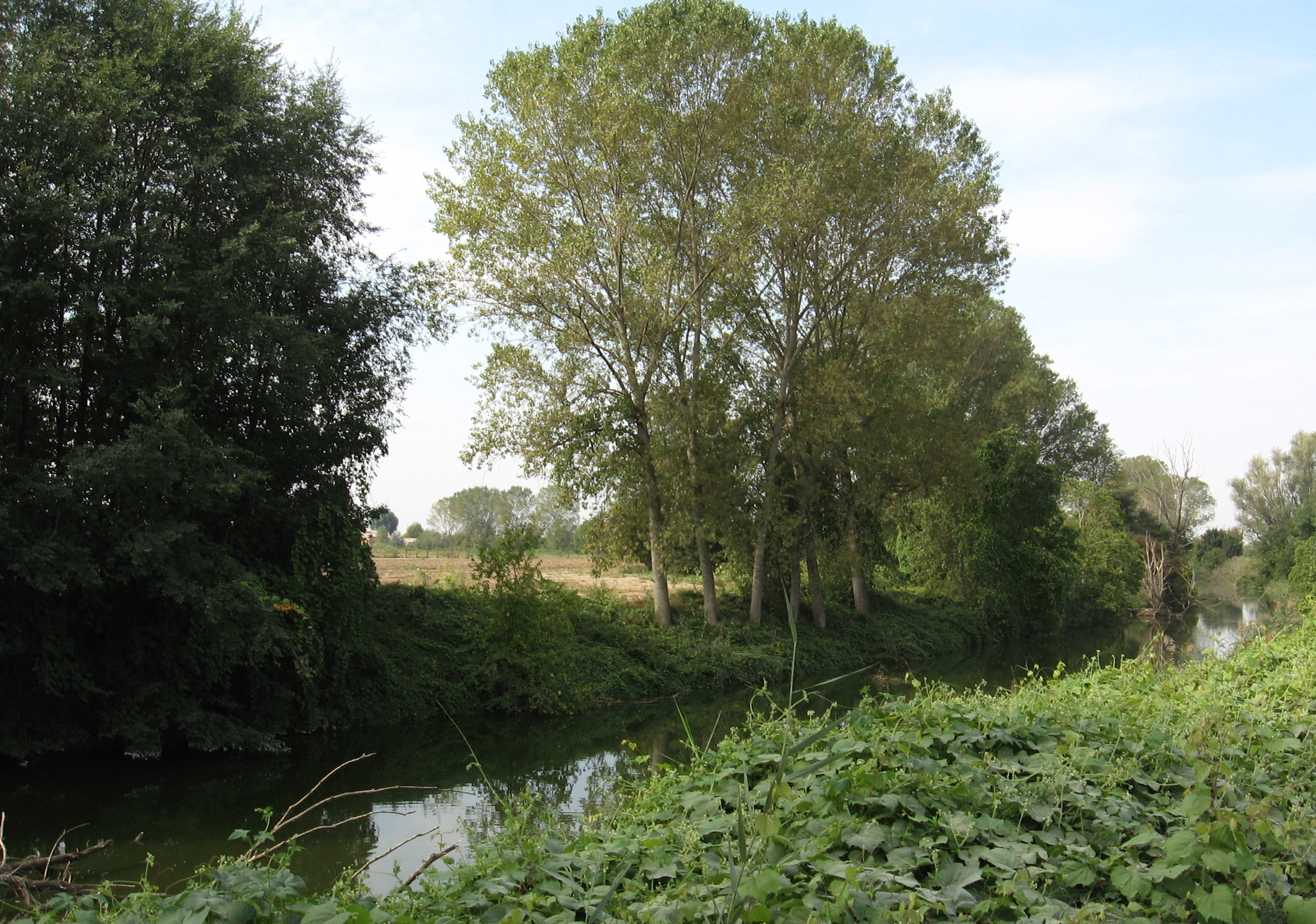
Reserva Natural Parma Morta'

## Pessoas famosas de Mezzani
- Clemente Bondi

(Mezzano Superiore 1742 - Viena 1821), poeta e religioso.
- Jose rondizzoni (Giuseppe rondizzoni)

(Mezzano Superiore 1788 - Valparaíso 1866), general, lutou com as tropas de Napoleon I e mais tarde Waterloo emigrou para a América. Entrou para o exército do Chile e participou de ações militares da independência deste país.